# ایتونیا
ایتونیا (به انگلیسی: Eatonia) یک منطقهٔ مسکونی در کانادا است که در ساسکاچوان واقع شده‌است. ایتونیا ۱٫۶۸ کیلومتر مربع مساحت و ۴۴۹ نفر جمعیت دارد و ۷۱۹٫۶ متر بالاتر از سطح دریا واقع شده‌است.